# Pefkos

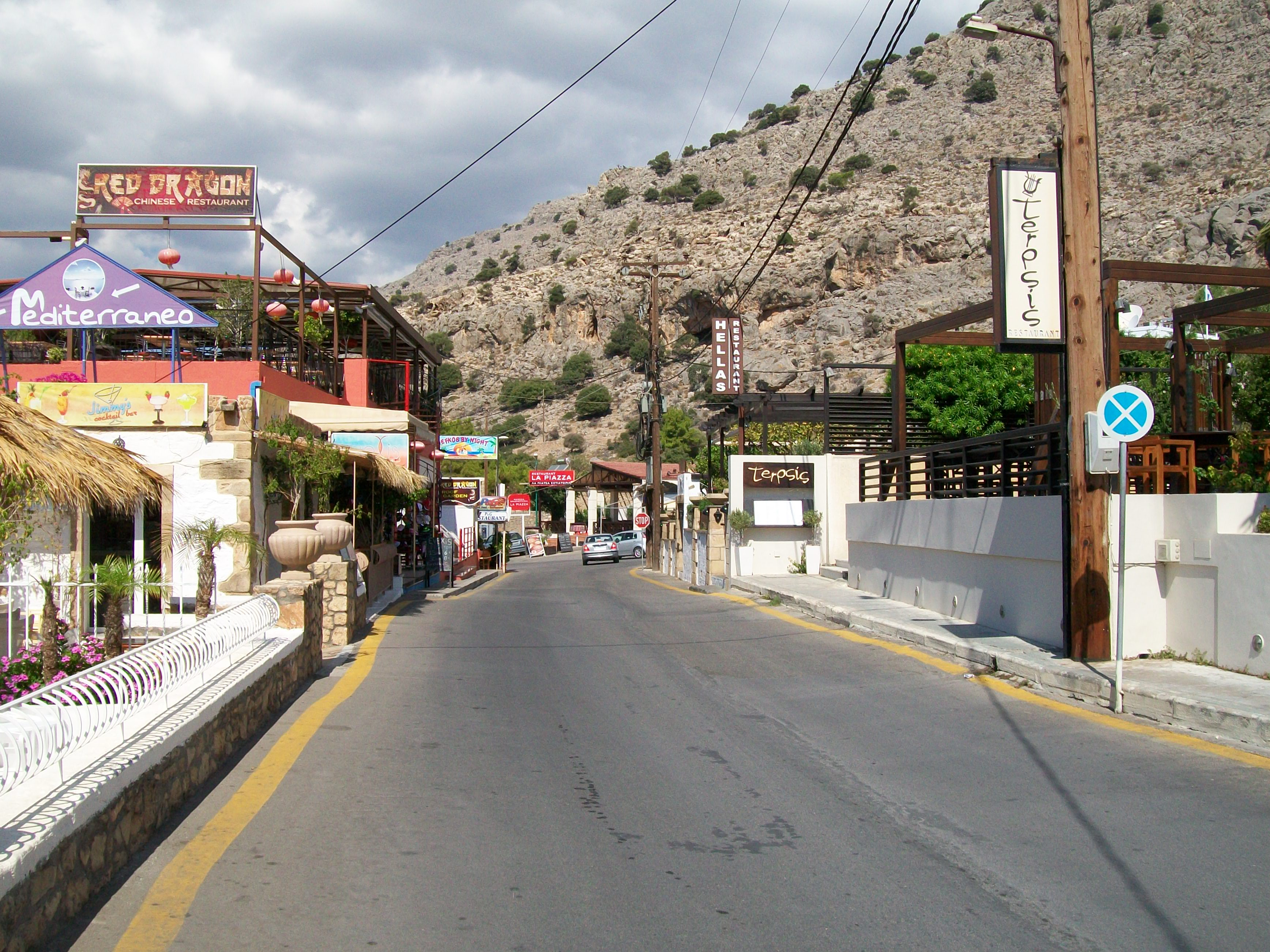
Pefkos

Pefkos är en liten stad på Rhodos i Grekland. Den är belägen på östkusten 56 kilometer söder om Rhodos Stad och 5 kilometer söder Lindos. Pefkos är en gammal fiskeby men har på senare år vuxit fram som en populär semesterort.